# Victor Swane

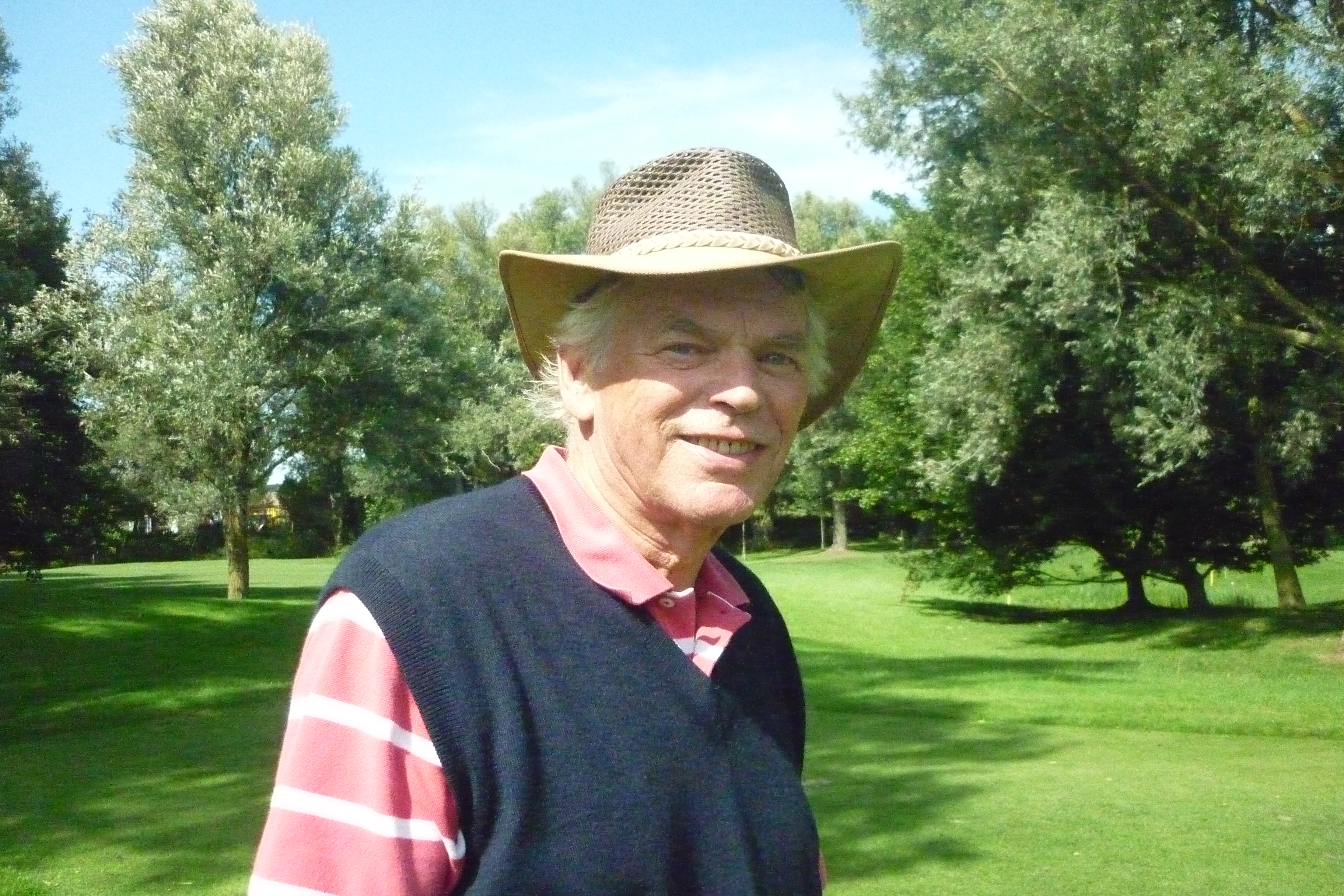
2013

Victor Ch. Swane (1948) is een Nederlandse amateurgolfer en advocaat.
Vic Swane is de zoon van Albert Swane en Dody Swane - del Court van Krimpen, dochter van Gerry (1889), winnaar van het Dutch Open in 1915. Vic is vernoemd naar de broer van zijn vader, Vic Swane. Samen zaten Albert en Victor in de Tweede Wereldoorlog in het studentenverzet, Victor is gesneuveld.
Net als zijn vader en grootvader was Swane top-amateurgolfer in Nederland. In de jaren zeventig was hij de beste amateurgolfer van Nederland, zonder ooit te overwegen professional te worden. In de jaren 1970-1978 vertegenwoordigde hij Nederland in buitenlandse wedstrijden. Bekers en trofeeën vullen zijn huis.

## Overwinningen
- Clubkampioen Matchplay: 1966, 1967, 1968, 1969, 1970, 1971, 1974, 1975, 1977, 1979, 1982, 1991, 1992, 1993, 2002, 2004, 2005, 2006, 2008
- Clubkampioen Strokeplay: 1974, 1975, 1976, 1977, 1978, 1981, 1982, 1984, 1985, 1986, 1987, 1990, 1994, 1995, 2010
- Jeugdkampioen: 1966, 1967 en 1968
- Duits amateurkampioenschap: 1972
- Luxemburgs Amateur Kampioenschap: 1977 en 1981
- NK strokeplay: 1969, 1970, 1971, 1975 en 1976
- NK matchplay: 1974, 1980 en 1981
- NK Senioren matchplay: 2010
- NK Senioren strokeplay: 2010
- NK Senioren 65+ strokeplay: 2014

Verder heeft Vic Swane het Open gespeeld: in 1972 en 1973 op de Haagsche, in 1975 op de Hilversumsche en in 1984 op de Rosendaelsche Golfclub. 
In 1972 viel het toernooi voor het eerst onder de net opgerichte Europese Tour, en bestond nog maar uit drie rondes. Swane en Bertus van Mook deelden de 12de plaats.

## Eisenhower Trophy
Vic Swane heeft 6x de Eisenhower Trophy gespeeld. In 1970 zit hij voor het eerst in het Nederlandse team, samen met Lout Mangelaar Meertens, Jaap van Neck en Piet Hein Streutgers. Ze spelen op de oude baan van Puerta de Hierro in Madrid. Nederland eindigt op de 27ste plaats. 
Hij heeft ook voor deze Trophy gespeeld in 1972, 1974, 1976, 1978 en 1982.

## Senior Tour
In de eerste jaren van de 21e eeuw deed Swane drie seizoenen vergeefse pogingen om een spelerskaart voor de Seniors European Tour te bemachtigen.

## Trivia
- Zijn zusje Marischka Swane (1952) is ook top-amateurgolfster. Zij won het NK Matchplay in 1982 en 1987 en het NK Strokeplay in 1987.
- Zijn zoon Robin is de eerste Swane die professional werd.